# 25638 Ahissar
25638 Ahissar este un asteroid din centura principală de asteroizi.

## Descriere
25638 Ahissar este un asteroid din centura principală de asteroizi. A fost descoperit pe 4 ianuarie 2000 la Socorro, New Mexico, în cadrul proiectului LINEAR. Asteroidul prezintă o orbită caracterizată de o semiaxă mare de 2,24 ua, o excentricitate de 0,19 și o înclinație de 2,8° în raport cu ecliptica.